# Aloe nubigena
Aloe nubigena é uma espécie de liliopsida do gênero Aloe, pertencente à família Asphodelaceae.